# Кук, Генри Дэвид
Генри (Гарри) Дэвид Кук (англ. Henry David Cooke; 23 ноября 1825 — 24 февраля 1881) — американский финансист, журналист и политик. Младший брат финансиста Джея Кука. Имея значительный авторитет среди республиканцев в Вашингтоне в период после Гражданской войны, Кук был назначен в 1871 году решением президента Улисса Гранта первым губернатором единого округа Колумбия.

## Биография
Генри Дэвид Кук родился в 1825 году в городе Сандаски (штат Огайо) в семье конгрессмена Элевтероса Кука. Генри Кук учился в Аллегейни-колледже в Мидвилле (штат Пенсильвания), а также в Трансильванском университете в Лексингтоне (Кентукки), который он окончил в 1844 году. Кук начал изучать право, но вскоре обратил свое внимание на журналистику.
В 1847 году он отплыл в Вальпараисо (Чили), чтобы там вступить в должность атташе консула США Уильяма Мурхеда, но потерпел кораблекрушение. После крушения ему пришлось задержаться на острове Сент-Томас, где у него зародилась идея о пароходном сообщении между Нью-Йорком и Сан-Франциско, с маршрутом, пересекающим Панамский перешеек. В дальнейшем он написал о своей задумке в филадельфийской газете United States Gazette и нью-йоркской Courier and Enquirer. Консул Мурхед рассказал другим чиновникам государственного департамента об этой идее, и приблизительно через два года была организована Тихоокеанская почтовая пароходная компания.
Впоследствии Кук жил в Сан-Франциско, где поддерживал связи с судоходными компаниями. Он стал первым человеком, сообщившим властям в Вашингтоне — через депешу от военного губернатора Калифорнии Ричарда Мейсона — об открытии золотых месторождений в долине реки Сакраменто. Через некоторое время, оказавшись поручителем спекулянта, Кук потерял своё накопленное состояние (согласно другому источнику, возникновению у него множества долгов поспособствовал пожар в Сан-Франциско).
По возвращении в Огайо Кук начал работать журналистом в Sandusky Register и к 1856 году стал единственным редактором и собственником газеты. В том же году он стал выборщиком первого республиканского кандидата на пост президента Соединённых Штатов Джона Фримонта.
К 1860 году Кук был владельцем республиканской газеты Ohio State Journal, что, несмотря на неприбыльность, сделало его любимцем различных вашингтонских чиновников, в том числе секретаря казначейства Салмона Чейза, сенатора Джона Шермана и генерала Улисса Гранта. Эти связи были удобны также и брату Генри, Джею Куку; дружба с Чейзом позволила Кукам во время Гражданской войны стать спекулянтами, продавая облигации и организуя продажу государственных займов. В 1862 году Джей Кук открыл вашингтонское отделение своего банка Jay Cooke & Co., сделав Генри партнёром.
Членство Шермана в Комиссии по путям и средствам (комитет Палаты представителей по вопросам налогов) позволило Генри Куку заполучить выгодный государственный контракт и помогло ему в 1862 году стать президентом Железнодорожной компании Вашингтона и Джорджтауна. Он также стал президентом 1-го Вашингтонского национального банка. Кроме того, профинансировав вместе с сопартийцем Александром Роби Шепердом выборы Сэйлза Боуэна на пост мэра Вашингтона, Кук стал агентом влияния фракции радикальных республиканцев в руководстве города.
В 1870 году столица находилась в тяжёлом финансовом положении, при этом Конгресс и местные органы власти больше интересовало решение вопросов, связанных с расовой интеграцией и гражданскими правами бывших рабов, нежели платёжеспособность и обеспечение работы основных городских служб. Александр Шеперд, будучи влиятельным членом Республиканской партии, сумел убедить Конгресс при поддержке общественного мнения объединить руководства Вашингтона, Джорджтауна и округа Вашингтон под властью единого территориального правительства округа Колумбия, управлять которым должен будет назначаемый губернатор. Конгресс принял соответствующий законопроект в январе 1871 году, и в следующем месяце президент Улисс Грант назначил своего друга (и союзника Шеперда) Генри Кука губернатором округа.
Как губернатор Кук не интересовался ежедневной жизнью города, отдавая предпочтение своим деловым интересам и интересам брата. Несмотря на то, что он был главным исполнительным чиновником Совета по городским работам, он не присутствовал на заседаниях, фактически оставляя руководство за Шепердом, занимавшим должность вице-председателя. По многочисленным прогнозам, Кук не должен был удержаться у власти, после того как ослабится политическое давление друг на друга фракций районов округа, ранее бывших независимыми, и они полностью признают единое руководство. Предполагалось, что тогда место губернатора займёт широко поддерживаемый Шеперд. Серьёзные деловые проблемы Jay Cooke & Co. вынудили Кука 10 сентября 1873 года уйти в отставку с поста губернатора. 18 сентября, во время биржевого краха 1873 года, компания стала банкротом.
Кук также был замешан в скандале вокруг Сенекского каменного кольца, оказавшем плачевное влияние на администрацию президента Гранта. В 1867 году (всего за год до избрания Улисса Гранта на пост президента США) владевшая Сенекским карьером Seneca Sandstone Company продала высокопоставленным республиканцам, и в том числе лично Гранту, часть своих акций за полцены, в надежде приобрести влияние в послевоенный строительный бум в Вашингтоне. Этот шаг почти разорил компанию, и для того, чтобы продолжить деятельность, ей пришлось взять несколько необеспеченных займов, в частности от Сберегательного банка Фридмана. Генри Кук одновременно входил в руководство как Seneca Sandstone Company, так и Банка Фридмана, и, несмотря на явный конфликт интересов, поспособствовал выдаче кредитов. В связи с биржевым крахом 1873 года компания не сумела расплатиться с долгами, нанеся тем самым серьёзный ущерб и банку. Обе организации обанкротились в 1876 году. По результатам расследования, проведённого Конгрессом, была дана рекомендация предъявить обвинения в числе других и Генри Куку, однако этого так и не было сделано.

## Поздние годы и смерть
Провал деятельности Jay Cooke & Co. вынудил Генри Кука переехать вместе с женой и тремя маленькими детьми к их старшей дочери и её мужу. В 1875 году Кук заработал существенную сумму в качестве распорядителя имущества бывшего председателя Верховного Суда США Салмона Чейза, что дало возможность семье Куков отправиться летом того же года в поездку по Европе.
Кук на протяжении долгого времени страдал болезнью Брайта (нефритом). В начале 1881 года его состояние значительно ухудшилось. Он умер от почечной недостаточности 24 февраля 1881 года и был похоронен в Вашингтоне на кладбище Оук-Хилл.